# العلاقات السنغالية الفنزويلية
العلاقات السنغالية الفنزويلية هي العلاقات الثنائية التي تجمع بين السنغال وفنزويلا.

## مقارنة بين البلدين
هذه مقارنة عامة ومرجعية للدولتين:
| وجه المقارنة                                              | السنغال                                              | فنزويلا                                  |
| --------------------------------------------------------- | ---------------------------------------------------- | ---------------------------------------- |
| المساحة (كم2)                                             | 196.72 ألف                                           | 916.45 ألف                               |
| عدد السكان (نسمة)                                         | 15.85 مليون                                          | 28.87 مليون                              |
| الكثافة السكانية (ن./كم²)                                 | 80.57                                                | 31.5                                     |
| العاصمة                                                   | داكار                                                | كاراكاس                                  |
| اللغة الرسمية                                             | لغة فرنسية، اللغة الولوفية، باديارا ‏، اللغة البلنتية | اللغة الإسبانية، لغة الإشارة الفنزويلية ‏ |
| العملة                                                    | فرنك غرب أفريقي                                      | بوليفار فنزويلي                          |
| الناتج المحلي الإجمالي (بليون دولار)                      | 16.37 مليار                                          | 482.36 مليار                             |
| الناتج المحلي الإجمالي (تعادل القوة الشرائية) بليون دولار | 36.62 مليار                                          |                                          |
| الناتج المحلي الإجمالي الاسمي للفرد دولار أمريكي          | 899                                                  |                                          |
| الناتج المحلي الإجمالي للفرد دولار أمريكي                 | 2.33 ألف                                             |                                          |
| مؤشر التنمية البشرية                                      | 0.466                                                | 0.762                                    |
| رمز المكالمات الدولي                                      | +221                                                 | +58                                      |
| رمز الإنترنت                                              | .sn                                                  | .ve                                      |
| المنطقة الزمنية                                           | 00                                                   | 00                                       |

## منظمات دولية مشتركة
يشترك البلدان في عضوية مجموعة من المنظمات الدولية، منها:
| علم المنظمة | اسم المنظمة                        | تاريخ انضمام السنغال | تاريخ انضمام فنزويلا |
| ----------- | ---------------------------------- | -------------------- | -------------------- |
|             | وكالة ضمان الاستثمار متعدد الأطراف | 12 أبريل 1988        | 9 مايو 1994          |
|             | منظمة الشرطة الجنائية الدولية      | ?                    | ?                    |
|             | منظمة حظر الأسلحة الكيميائية       | ?                    | ?                    |
|             | منظمة التجارة العالمية             | ?                    | ?                    |
|             | البنك الدولي للإنشاء والتعمير      | 31 أغسطس 1962        | 30 ديسمبر 1946       |
|             | الأمم المتحدة                      | 28 سبتمبر 1960       | 15 نوفمبر 1945       |
|             | مؤسسة التمويل الدولية              | 31 أغسطس 1962        | 28 ديسمبر 1956       |
|             | يونسكو                             | 10 نوفمبر 1960       | 25 نوفمبر 1946       |
|             | الاتحاد البريدي العالمي            | ?                    | ?                    |
|             | الاتحاد الدولي للاتصالات           | 15 نوفمبر 1960       | 13 أغسطس 1920        |

## وصلات خارجية
- موقع وزارة الخارجية السنغالية
- موقع وزارة الخارجية الفنزويلية